# Patricia Schüller
Patricia Schüller Gamboa (Santiago de Chile, Chile), es una periodista y autora chilena.
Estudió periodismo en la Universidad Católica. Trabajó en el diario La Tercera, La Segunda y La Nación (Chile). Actualmente es Directora Editorial del diario digital La Nación. Publicó en el diario La Nación Domingo la sección de entrevistas El arcano, donde le interpretaba el tarot a personajes de la política y farándula. Colaboradora de la revista Vea.
En 2015 jurado del concurso Cuéntame Peñalolén.
Autora del libro «Mujeres mágicas», donde entrevista a siete mujeres chilenas destacadas como: Lita Donoso, Patricia May, Jael Unger, Pilar Sordo, Gabriela Rodríguez, LuzClara y Paulina Peñafiel.
- 2014, Mujeres mágicas ISBN 978-956-347-817-4